# Liste des consuls romains du Bas-Empire
Liste des consuls ordinaires romains de la mort de Commode, en 192 ap. J.-C. jusqu'en 541. Pour les consuls du Haut-Empire, consulter Liste des consuls romains du Haut-Empire
Les consuls ordinaires qui entraient en charge au début de l'année étaient des magistrats éponymes : on indiquait la date en donnant leur nom. La liste ci-dessous ne donne que le nom de ces consuls ordinaires, qui étaient usuellement remplacés, au bout de quelques semaines par des consuls suffects, une année pouvant compter un nombre assez important de paires de suffects. Si la liste des consuls ordinaires est connue intégralement c'est loin d'être le cas pour celle des consuls suffects. Certains documents utilisaient cependant le nom des consuls suffects pour indiquer la date, c'est le cas des diplômes militaires des troupes auxiliaires.

## IIesiècle
| An    | Consuls (éponymes ou ordinaires sur la première ligne, suffects sur la deuxième) | Consuls (éponymes ou ordinaires sur la première ligne, suffects sur la deuxième) |
| 193   | Quintus Pompeius Sosius Falco (janv. - févr.)                                    | Caius Iulius Erucius Clarus Vibianus (janv. - févr.)                             |
| Suff. | Quintus Tineius Sacredos (mars)                                                  | Publius Julius Scapula Priscus (mars)                                            |
| Suff. | Marcus Silius Messala (mai - ?)                                                  | (inconnu) (mai - ?)                                                              |
| Suff. | Lucius Iulius Messalla Rutilianus (juil.)                                        | Caius Aemilius Severus Cambabrinus (juil.)                                       |
| Suff. | Lucius Fabius Cilo (? - ?)                                                       |                                                                                  |
| 194   | Imp. Caesar Lucius Septimius Severus Pertinax Augustus II                        | Imp. Caesar Decimus Clodius Septimius Albinus Augustus II                        |
| Suff. | Caius Gabinius Barbarus Pompeianus                                               |                                                                                  |
| 195   | Publius Iulius Scapula Tertullus Priscus                                         | Quintus Tineius Clemens                                                          |
| 196   | Caius Domitius Dexter II                                                         | Lucius Valerius Messalla Thrasea Priscus                                         |
| 197   | Titus Sextius Lateranus                                                          | Lucius Cuspius Rufinus                                                           |
| 198   | Publius Martius Sergius Saturninus                                               | Lucius Aurelius Gallus                                                           |
| Suff. | Quintus Anicius Faustus                                                          |                                                                                  |
| 199   | Publius Cornelius Anullinus II                                                   | Marcus Aufidius Fronto                                                           |
| 200   | Tiberius Claudius Severus Proculus                                               | Caius Aufidius Victorinus                                                        |
|       |                                                                                  |                                                                                  |

## IIIesiècle
| An    | Consuls (éponymes ou ordinaires sur la première ligne, suffects sur la deuxième) | Consuls (éponymes ou ordinaires sur la première ligne, suffects sur la deuxième) |
| 201   | Lucius Annius Fabianus                                                           | Marcus Nonius Arrius Mucianus                                                    |
| 202   | Imp. Caesar Lucius Septimius Severus Pertinax Augustus III                       | Imp. Caesar Marcus Aurelius Severus Antoninus Augustus                           |
| Suff. | Titus Murrenius Severus                                                          | Caius Cassius Regalianus                                                         |
| 203   | Caius Fulvius Plautianus II                                                      | Publius Septimius Geta II                                                        |
| Suff. | Quintus Caecilius Speratianus (avril - ?)                                        | Lucius Clodius Pompeianus (avril - ?)                                            |
| 204   | Lucius Fabius Cilo Septiminus Catinius Acilianus Lepidus Fulcinianus II          | Marcus Annius Flavius Libo                                                       |
| Suff. | Lucius Pomponius Liberalis                                                       |                                                                                  |
| 205   | Imp. Caesar Marcus Aurelius Severus Antoninus Augustus II                        | Publius Septimius Geta Caesar                                                    |
| 206   | Marcus Nummius Umbrius Primus Senecio Albinus                                    | Lucius Fulvius Gavius Numisius Petronius Aemilianus                              |
| Suff. | Publius Tullius Marsus (? - déc.)                                                | Marcus Caelius Faustinus (? - déc.)                                              |
| 207   | Lucius Annius Maximus                                                            | Lucius Septimius Severus Aper                                                    |
| 208   | Imp. Caesar Marcus Aurelius Severus Antoninus Augustus III                       | Publius Septimius Geta Caesar II                                                 |
| 209   | Lucius Aurelius Commodus Pompeianus                                              | Quintus Hedius Lollianus Plautius Avitus                                         |
| 210   | Manius Acilius Faustinus                                                         | Aulus Triarius Rufinus                                                           |
| 211   | Hedius Lollianus Terentius Gentianus                                             | Pomponius Bassus                                                                 |
| 212   | Gaius Julius Asper II                                                            | Gaius Julius Camilius Asper Junior                                               |
| Suff. | Publius Helvius Pertinax                                                         |                                                                                  |
| Suff. | Severus (mai - juin)                                                             | Pompeianus (mai - juin)                                                          |
| 213   | Imp. Caesar Marcus Aurelius Severus Antoninus Augustus IV                        | Decimus Caelius Calvinus Balbinus II                                             |
| 214   | Lucius Valerius Messalla                                                         | Caius Octavius Appius Suetrius Sabinus                                           |
| 215   | Quintus Maecius Laetus II                                                        | Marcus Munatius Sulla Cerialis                                                   |
| 216   | Publius Catius Sabinus II                                                        | Publius Cornelius Anullinus                                                      |
| 217   | Caius Bruttius Praesens                                                          | Titus Messius Extricatus II                                                      |
| Suff. | Imp. Caesar Marcus Opellius Severus Macrinus Augustus (avril?)                   |                                                                                  |
| 218   | Imp. Caesar Marcus Opellius Severus Macrinus Augustus II                         | Marcus Oclatinius Adventus II                                                    |
| Suff. | Imp. Caesar Marcus Aurelius Antoninus Augustus (juin)                            |                                                                                  |
| 219   | Imp. Caesar Marcus Aurelius Antoninus Augustus II                                | Quintus Tineius Sacerdos II                                                      |
| Suff. | Egnatius Proculus                                                                |                                                                                  |
| 220   | Imp. Caesar Marcus Aurelius Antoninus Augustus III                               | Publius Valerius Comazon Eutychianus II                                          |
| 221   | Caius Vettius Gratus Sabinianus                                                  | Marcus Flavius Vitellius Seleucus                                                |
| 222   | Imp. Caesar Marcus Aurelius Antoninus Augustus IV                                | Imp. Caesar Marcus Aurelius Severus Alexander Augustus                           |
| 223   | Lucius Marius Maximus Perpetuus Aurelianus II                                    | Lucius Roscius Aelianus Paculus Salvius Iulianus                                 |
| 224   | Appius Claudius Iulianus II                                                      | Lucius Bruttius Crispinus                                                        |
| Suff. | Titus Clodius Pulcher Maximus                                                    |                                                                                  |
| 225   | Tiberius Manilius Fuscus II                                                      | Servius Calpurnius Domitius Dexter                                               |
| 226   | Imp. Caesar Marcus Aurelius Severus Alexander Augustus II                        | Caius Aufidius Marcellus II                                                      |
| 227   | Marcus Nummius Senecio Albinus                                                   | Marcus Laelius Fulvius Maximus Aemilianus                                        |
| 228   | Quintus Aiacius Modestus Crescentianus II                                        | Marcus Pomponius Maecius Probus                                                  |
| 229   | Imp. Caesar Marcus Aurelius Severus Alexander Augustus III                       | Lucius Claudius Cassius Dio Cocceianus II                                        |
| 230   | Lucius Virius Agricola                                                           | Sextus Catius Clementinus Priscillianus                                          |
| 231   | Lucius Tiberius Claudius Pompeianus                                              | Flavius Sallustius Paelignianus                                                  |
| 232   | Lucius Virius Lupus Iulianus                                                     | Lucius Marius Maximus                                                            |
| 233   | Lucius Valerius Claudius Maximus Acilius Priscilianus                            | Cnaeus Cornelius Paternus                                                        |
| 234   | Marcus Clodius Pupienus Maximus II                                               | Marcus Munatius Sulla Urbanus                                                    |
| 235   | Cnaeus Claudius Severus                                                          | Tiberius Claudius Quintianus                                                     |
| 236   | Imp. Caesar Caius Iulius Verus Maximinus Augustus                                | Marcus Pupienus Africanus                                                        |
| 237   | Lucius Marius Perpetuus                                                          | Lucius Mummius Felix Cornelianus                                                 |
| 238   | Fulvius Pius                                                                     | Pontius Proculus Pontianus                                                       |
| 239   | Imp. Caesar Marcus Antonius Gordianus Augustus                                   | Manius Acilius Aviola                                                            |
| 240   | Caius Octavius Appius Suetrius Sabinus II                                        | Ragonius Venustus                                                                |
| 241   | Imp. Caesar Marcus Antonius Gordianus Augustus II                                | Clodius Pompeianus                                                               |
| 242   | Caius Vettius Gratus Atticus Sabinianus                                          | Caius Asinius Lepidus Praetextatus                                               |
| 243   | Lucius Annius Arrianus                                                           | Caius Cervonius Papus                                                            |
| 244   | Titus Pollenius Armenius Peregrinus                                              | Fulvius Aemilianus                                                               |
| 245   | Imp. Caesar Marcus Iulius Philippus Augustus                                     | Gaius Maesius Aquilius Fabius Titianus                                           |
| 246   | Caius Bruttius Praesens                                                          | Caius Allius Albinus                                                             |
| 247   | Imp. Caesar Marcus Iulius Philippus Augustus II                                  | Marcus Iulius Severus Philippus Caesar                                           |
| 248   | Imp. Caesar Marcus Iulius Philippus Augustus III                                 | Imp. Caesar Marcus Iulius Severus Philippus Augustus II                          |
| 249   | Lucius Fulvius Gavius Numisius Aemilianus II                                     | Lucius Naevius Aquilinus                                                         |
| 250   | Imp. Caesar Caius Messius Quintus Traianus Decius Augustus II                    | Vettius Gratus                                                                   |
| 251   | Imp. Caesar Caius Messius Quintus Traianus Decius Augustus III                   | Quintus Herennius Etruscus Messius Decius Caesar                                 |
| 252   | Imp. Caesar Caius Vibius Trebonianus Gallus Augustus II                          | Imp. Caesar Caius Vibius Volusianus Augustus                                     |
| 253   | Imp. Caesar Caius Vibius Volusianus Augustus II                                  | Lucius Valerius Poplicola Balbinus Maximus                                       |
| 254   | Imp. Caesar Publius Licinius Valerianus Augustus II                              | Imp. Caesar Publius Licinius Valerianus Gallienus Augustus                       |
| 255   | Imp. Caesar Publius Licinius Valerianus Augustus III                             | Imp. Caesar Publius Licinius Valerianus Gallienus Augustus II                    |
| 256   | Lucius Valerius Claudius Maximus Acilius Priscilianus II                         | Marcus Acilius Glabrio                                                           |
| 257   | Imp. Caesar Publius Licinius Valerianus Augustus IV                              | Imp. Caesar Publius Licinius Valerianus Gallienus Augustus III                   |
| 258   | Marcus Nummius Tuscus                                                            | Mummius Bassus                                                                   |
| 259   | Aemilianus                                                                       | Pomponius Bassus                                                                 |
| 260   | Publius Cornelius Saecularis II                                                  | Caius Iunius Donatus II                                                          |
| 261   | Imp. Caesar Publius Licinius Valerianus Gallienus Augustus IV                    | Lucius Petronius Taurus Volusianus                                               |
| 262   | Imp. Caesar Publius Licinius Valerianus Gallienus Augustus V                     | Mummius Faustianus                                                               |
| 263   | Marcus Nummius Albinus II                                                        | Egnatius Dexter Maximus                                                          |
| 264   | Imp. Caesar Publius Licinius Valerianus Gallienus Augustus VI                    | Saturninus                                                                       |
| 265   | Licinius Valerianus II                                                           | Egnatius Lucillus                                                                |
| 266   | Imp. Caesar Publius Licinius Valerianus Gallienus Augustus VII                   | Sabinillus                                                                       |
| 267   | Aquilius Paternus                                                                | Archelaus                                                                        |
| 268   | Aspasius Paternus II                                                             | Egnatius Marinianus                                                              |
| 269   | Imp. Caesar Marcus Aurelius Claudius Augustus                                    | Paternus                                                                         |
| 270   | Flauius Antiochianus II                                                          | Virius Orfitus                                                                   |
| 271   | Imp. Caesar Lucius Domitius Aurelianus Augustus                                  | Pomponius Bassus II                                                              |
| 272   | Titus Flavius Postumius Quietus                                                  | Iunius Veldumnianus                                                              |
| 273   | Marcus Claudius Tacitus                                                          | Iulius Placidianus                                                               |
| 274   | Imp. Caesar Lucius Domitius Aurelianus Augustus II                               | Capitolinus                                                                      |
| 275   | Imp. Caesar Lucius Domitius Aurelianus Augustus III                              | Marcellinus                                                                      |
| Suff. | Aurelius Gordianus, Vettius Cornificius Gordianus                                | Aurelius Gordianus, Vettius Cornificius Gordianus                                |
| 276   | Imp. Caesar Marcus Claudius Tacitus Augustus II                                  | Aemilianus II                                                                    |
| 277   | Imp. Caesar Marcus Aurelius Probus Augustus                                      | Paulinus                                                                         |
| 278   | Imp. Caesar Marcus Aurelius Probus Augustus II                                   | Virius Lupus                                                                     |
| 279   | Imp. Caesar Marcus Aurelius Probus Augustus III                                  | Nonius Paternus II                                                               |
| 280   | Lucius Valerius Messalla                                                         | Caius Vettius Gratus                                                             |
| 281   | Imp. Caesar Marcus Aurelius Probus Augustus IV                                   | Caius Iunius Tiberianus                                                          |
| 282   | Imp. Caesar Marcus Aurelius Probus Augustus V                                    | Victorinus                                                                       |
| Suff. | Imp. Caesar Marcus Aurelius Carus Augustus I                                     |                                                                                  |
| 283   | Imp. Caesar Marcus Aurelius Carus Augustus II                                    | Imp. Caesar Marcus Aurelius Carinus Augustus                                     |
| 284   | Imp. Caesar Marcus Aurelius Carinus Augustus II                                  | Imp. Caesar Marcus Aurelius Numerianus Augustus                                  |
| Suff. | Imp. Caesar Caius Aurelius Valerius Diocletianus Augustus                        | (Lucius Caesonius?) Bassus                                                       |
| 285   | Imp. Caesar Marcus Aurelius Carinus Augustus III                                 | Titus Claudius Aurelius Aristobulus                                              |
| Suff. | Imp. Caesar Caius Aurelius Valerius Diocletianus Augustus II                     |                                                                                  |
| 286   | Marcus Iunius Maximus II                                                         | Vettius Aquilinus                                                                |
| 287   | Imp. Caesar Caius Aurelius Valerius Diocletianus Augustus III                    | Imp. Caesar Marcus Aurelius Valerius Maximianus Augustus                         |
| 288   | Imp. Caesar Marcus Aurelius Valerius Maximianus Augustus II                      | Pomponius Ianuarianus                                                            |
| Suff. | (...)a                                                                           | (...)ivianus                                                                     |
| 289   | Marcus Magrius Bassus (janv. - juin)                                             | Lucius Ragonius Quintianus (janv. - juin)                                        |
| Suff. | Marcus Umbrius Primus (juil. - août)                                             | Titus Flavius Coelianus (juil. - août)                                           |
| Suff. | Ceionius Proculus (sept. - oct.)                                                 | Helvius Clemens (sept. - oct.)                                                   |
| Suff. | Flavius Decimus (nov. - déc.)                                                    | (...)ninius Maximus (nov. - déc.)                                                |
| 290   | Imp. Caesar Caius Aurelius Valerius Diocletianus Augustus IV                     | Imp. Caesar Marcus Aurelius Valerius Maximianus Augustus III                     |
| 291   | Caius Iunius Tiberianus II                                                       | Cassius Dio                                                                      |
| 292   | Afranius Hannibalianus                                                           | Julius Asclepiodotus                                                             |
| 293   | Imp. Caesar Caius Aurelius Valerius Diocletianus Augustus V                      | Imp. Caesar Marcus Aurelius Valerius Maximianus Augustus IV                      |
| 294   | Caius Flavius Valerius Constantius Caesar                                        | Caius Galerius Valerius Maximianus Caesar                                        |
| 295   | Nummius Tuscus                                                                   | Caius Annius Anullinus                                                           |
| 296   | Imp. Caesar Caius Aurelius Valerius Diocletianus Augustus VI                     | Caius Flavius Valerius Constantius Caesar II                                     |
| 297   | Imp. Caesar Marcus Aurelius Valerius Maximianus Augustus V                       | Caius Galerius Valerius Maximianus Caesar II                                     |
| 298   | Anicius Faustus II                                                               | Virius Gallus                                                                    |
| 299   | Imp. Caesar Caius Aurelius Valerius Diocletianus Augustus VII                    | Imp. Caesar Marcus Aurelius Valerius Maximianus Augustus VI                      |
| 300   | Caius Flavius Valerius Constantius Caesar III                                    | Caius Galerius Valerius Maximianus III                                           |
|       |                                                                                  |                                                                                  |

## IVesiècle
| An    | Consuls (éponymes ou ordinaires sur la première ligne, suffects sur la deuxième) | Consuls (éponymes ou ordinaires sur la première ligne, suffects sur la deuxième)                   |
| 301   | Titus Flavius Postumius Titianus II | Virius Nepotianus                                                                                  |
| 302   | Caius Flavius Valerius Constantius Caesar IV | Caius Galerius Valerius Maximianus IV                                                              |
| 303   | Imp. Caesar Caius Aurelius Valerius Diocletianus Augustus VIII | Imp. Caesar Marcus Aurelius Valerius Maximianus Augustus VII                                       |
| 304   | Imp. Caesar Caius Aurelius Valerius Diocletianus Augustus IX | Imp. Caesar Marcus Aurelius Valerius Maximianus Augustus VIII                                      |
| 305   | Caius Flavius Valerius Constantius Caesar V | Caius Galerius Valerius Maximianus V                                                               |
| 306   | Imp. Caesar Flavius Valerius Constantius Augustus VI | Imp. Caesar Galerius Valerius Maximianus Augustus VI                                               |
| 307   | Imp. Caesar Marcus Aurelius Valerius Maximianus Augustus IX (Occident) Imp. Caesar Flavius Valerius Severus Augustus (Orient) Imp. Caesar Galerius Valerius Maximianus Augustus VII (Rome) | Flavius Valerius Constantinus Caesar (Occident) Galerius Valerius Maximinus Caesar (Orient)        |
| 308   | Caius Aurelius Valerius Diocletianus Augustus X Imp. Caesar Marcus Aurelius Valerius Maxentius Augustus (Rome)                                                                             | Imp. Caesar Galerius Valerius Maximianus Augustus VII Marcus Valerius Romulus                      |
| 309   | Imp. Caesar Valerius Licinianus Licinius Augustus Imp. Caesar Marcus Aurelius Valerius Maxentius Augustus II (Rome)                                                                        | Imp. Caesar Flavius Valerius Constantinus Augustus Marcus Valerius Romulus II (Rome)               |
| 310   | Tatius Andronicus Imp. Caesar Marcus Aurelius Valerius Maxentius Augustus III (Rome) | Pompeius Probus                                                                                    |
| 311   | Imp. Caesar Caius Galerius Valerius Maximianus Augustus VIII Gaius Ceionius Rufius Volusianus (Rome)                                                                                       | Imp. Caesar Galerius Valerius Maximinus Augustus II Aradius Rufinus (Rome)                         |
| 312   | Imp. Caesar Flavius Valerius Constantinus Augustus II Imp. Caesar Marcus Aurelius Valerius Maxentius Augustus IV (Rome)                                                                    | Imp. Caesar Valerius Licinianus Licinius Augustus II                                               |
| 313   | Imp. Caesar Flavius Valerius Constantinus Augustus III Imp. Caesar Galerius Valerius Maximinus Augustus III (Rome)                                                                         | Imp. Caesar Valerius Licinianus Licinius Augustus III                                              |
| 314   | Caius Ceionius Rufius Volusianus II | Petronius Annianus                                                                                 |
| 315   | Imp. Caesar Flavius Valerius Constantinus Augustus IV | Imp. Caesar Valerius Licinianus Licinius Augustus IV                                               |
| 316   | Antonius Caecinius Sabinus | Vettius Cossinius Rufinus                                                                          |
| 317   | Ovinius Gallicanus | Caesonius Bassus                                                                                   |
| 318   | Imp. Caesar Valerius Licinianus Licinius Augustus V | Flavius Iulius Crispus Caesar                                                                      |
| 319   | Imp. Caesar Flavius Valerius Constantinus Augustus V | Valerius Licinianus Licinius Caesar                                                                |
| 320   | Imp. Caesar Flavius Valerius Constantinus Augustus VI | Flavius Claudius Constantinus Caesar                                                               |
| 321   | Flavius Iulius Crispus Caesar II (Occident) Imp. Caesar Valerius Licinianus Licinius Augustus VI (Orient)                                                                                  | Flavius Claudius Constantinus Caesar II (Occident) Valerius Licinianus Licinius Caesar II (Orient) |
| 322   | Petronius Probianus | Amnius Anicius Iulianus II                                                                         |
| 323   | Acilius Severus | Vettius Rufinus                                                                                    |
| 324   | Flavius Iulius Valerius Crispus Caesar III | Flavius Claudius Constantinus Caesar III                                                           |
| 325   | Valerius Proculus | Sextus Anicius Faustus Paulinus II                                                                 |
| 326   | Imp. Caesar Flavius Valerius Constantinus Augustus VII | Flavius Iulius Constantius Caesar                                                                  |
| Suff. | Ionius Iulianus | Ionius Iulianus                                                                                    |
| 327   | Flavius Constantius | Lucius Valerius Maximus Basilius                                                                   |
| 328   | Flavius Ianuarinus | Vettius Iustus                                                                                     |
| 329   | Imp. Caesar Flavius Valerius Constantinus Augustus VIII | Flavius Claudius Constantinus Caesar IV                                                            |
| 330   | Flavius Gallicanus | Aurelius Valerius Tullianus Symmachus                                                              |
| 331   | Iunius Annius Bassus | Flavius Ablabius                                                                                   |
| 332   | Lucius Papius Pacatianus | Mecilius Hilarianus                                                                                |
| 333   | Flavius Iulius Dalmatius | Domitius Zenophilus                                                                                |
| 334   | Flavius Optatus | Amnius Manius Caesonius Nicomachus Anicius Paulinus                                                |
| 335   | Flavius Julius Constantius | Gaius Ceionius Rufius Albinus                                                                      |
| 336   | Virius Nepotianus | Tettius Facundus                                                                                   |
| 337   | Flavius Felicianus | Fabius Titianus                                                                                    |
| 338   | Flavius Ursus | Flavius Polemius                                                                                   |
| 339   | Imp. Caesar Flavius Iulius Constantius Augustus II | Imp. Caesar Flavius Iulius Constans Augustus                                                       |
| 340   | Septimius Acindynus | Lucius Aradius Valerius Proculus                                                                   |
| 341   | Antonius Marcellinus | Petronius Probinus                                                                                 |
| 342   | Imp. Caesar Flavius Iulius Constantius Augustus III | Imp. Caesar Flavius Iulius Constans Augustus II                                                    |
| 343   | Marcus Maecius Memmius Furius Baburius Caecilianus Placidus | Flavius Romulus                                                                                    |
| 344   | Flavius Domitius Leontius | Flavius Bonosus                                                                                    |
| 344   | Flavius Iulius Sallustius | |
| 345   | Flavius Amantius | Marcus Nummius Albinus                                                                             |
| 346   | Imp. Caesar Flavius Iulius Constantius Augustus IV | Imp. Caesar Flavius Iulius Constans Augustus III                                                   |
| 347   | Vulcacius Rufinus | Flavius Eusebius                                                                                   |
| 348   | Flavius Philippus | Flavius Salia                                                                                      |
| 349   | Ulpius Limenius | Aconius Catullinus                                                                                 |
| 350   | Flavius Sergius | Aconius Catullinus                                                                                 |
| 351   | Imp. Caesar Flavius Magnus Magnentius Augustus (Occident) Post consulatum Sergii et Nigriniani (Orient)                                                                                    | Flavius Gaiso                                                                                      |
| 352   | Magnus Decentius Caesar (Occident) Imp. Caesar Flavius Iulius Constantius Augustus V (Orient)                                                                                              | Paulus (Occident) Flavius Claudius Constantius Caesar (Orient)                                     |
| 353   | Imp. Caesar Flavius Iulius Constantius Augustus VI | Flavius Claudius Constantius Caesar II                                                             |
| 354   | Imp. Caesar Flavius Iulius Constantius Augustus VII | Flavius Claudius Constantius Caesar III                                                            |
| 355   | Flavius Arbitio | Quintus Flavius Maesius Egnatius Lollianus signo Mavortius                                         |
| 356   | Imp. Caesar Flavius Iulius Constantius Augustus VIII | Flavius Claudius Iulianus Caesar                                                                   |
| 357   | Imp. Caesar Flavius Iulius Constantius Augustus IX | Flavius Claudius Iulianus Caesar II                                                                |
| 358   | Censorius Datianus | Neratius Cerealis                                                                                  |
| 359   | Flavius Eusebius | Flavius Hypatius                                                                                   |
| 360   | Imp. Caesar Flavius Iulius Constantius Augustus X | Flavius Claudius Iulianus Caesar III                                                               |
| 361   | Flavius Taurus | Flavius Florentius                                                                                 |
| 362   | Claudius Mamertinus | Flavius Nevitta                                                                                    |
| 363   | Imp. Caesar Flavius Claudius Iulianus Augustus IV | Flavius Sallustius                                                                                 |
| 364   | Imp. Caesar Flavius Iovianus Augustus | Flavius Varronianus                                                                                |
| 365   | Imp. Caesar Flavius Valentinianus Augustus | Imp. Caesar Flavius Valens Augustus                                                                |
| 366   | Flavius Gratianus | Dagalaiphus                                                                                        |
| 367   | Flavius Lupicinus | Flavius Jovin                                                                                      |
| 368   | Imp. Caesar Flavius Valentinianus Augustus II | Imp. Caesar Flavius Valens Augustus II                                                             |
| 369   | Flavius Valentinianus Galates | Flavius Victor                                                                                     |
| 370   | Imp. Caesar Flavius Valentinianus Augustus III | Imp. Caesar Flavius Valens Augustus III                                                            |
| 371   | Imp. Caesar Flavius Gratianus Augustus II | Sextus Claudius Petronius Probus                                                                   |
| 372   | Domitius Modestus | Flavius Arintheus                                                                                  |
| 373   | Imp. Caesar Flavius Valentinianus Augustus IV | Imp. Caesar Flavius Valens Augustus IV                                                             |
| 374   | Imp. Caesar Flavius Gratianus Augustus III | Flavius Equitius                                                                                   |
| 375   | Post consulatum Gratiani Augusti III et Equiti | Post consulatum Gratiani Augusti III et Equiti                                                     |
| 376   | Imp. Caesar Flavius Valens Augustus V | Imp. Caesar Flavius Valentinianus Augustus                                                         |
| 377   | Imp. Caesar Flavius Gratianus Augustus IV | Flavius Merobaudes                                                                                 |
| 378   | Imp. Caesar Flavius Valens Augustus VI | Imp. Caesar Flavius Valentinianus Augustus II                                                      |
| Suff. | Pontius Meropius Paulinus | |
| 379   | Decimus Magnus Ausonius | Quintus Clodius Hermogenianus Olybrius                                                             |
| 380   | Imp. Caesar Flavius Gratianus Augustus V | Imp. Caesar Flavius Theodosius Augustus                                                            |
| 381   | Flavius Syagrius | Flavius Eucherius                                                                                  |
| 382   | Flavius Claudius Antonius | Flavius Afranius Syagrius                                                                          |
| 383   | Flavius Merobaudes II | Flavius Saturninus                                                                                 |
| 384   | Flavius Richomeres | Flavius Clearchus                                                                                  |
| 385   | Imp. Caesar Flavius Arcadius Augustus | Flavius Bauto                                                                                      |
| 386   | Flavius Honorius | Flavius Euodius                                                                                    |
| 387   | Imp. Caesar Flavius Valentinianus Augustus III | Eutropius                                                                                          |
| 388   | Imp. Caesar Flavius Magnus Maximus Augustus II (Occident) Imp. Caesar Flavius Theodosius Augustus II (Orient)                                                                              | Maternus Cynegius (Orient)                                                                         |
| 389   | Flavius Timasius | Flavius Promotus                                                                                   |
| 390   | Imp. Caesar Flavius Valentinianus Augustus IV | Flavius Neoterius                                                                                  |
| 391   | Flavius Eutolmius Tatianus | Quintus Aurelius Symmaque                                                                          |
| 392   | Imp. Caesar Flavius Arcadius Augustus II | Flavius Rufinus                                                                                    |
| 393   | Imp. Caesar Flavius Theodosius Augustus III | Imp. Caesar Flavius Eugenius Augustus (Occident) Flavius Abundantius (Orient)                      |
| 394   | Virius Nicomachus Flavianus (Occident) Imp. Caesar Flavius Arcadius Augustus III (Orient)                                                                                                  | Imp. Caesar Flavius Honorius Augustus II (Orient)                                                  |
| 395   | Anicius Hermogenianus Olybrius | Anicius Probinus                                                                                   |
| 396   | Imp. Caesar Flavius Arcadius Augustus IV (Orient) | Imp. Caesar Flavius Honorius Augustus III (Occident)                                               |
| 397   | Flavius Caesarius (Orient) | Nonius Atticus (Occident)                                                                          |
| 398   | Flavius Eutychianus (Orient) | Imp. Caesar Flavius Honorius Augustus IV (Occident)                                                |
| 399   | Eutropius (Orient) | Flavius Mallius Theodorus (Occident)                                                               |
| 400   | Aurelianus (Orient) | Flavius Stilicho (Occident)                                                                        |
|       | | |

## Vesiècle
| An  | Consuls d'Orient                                       | Consuls d'Occident                                                                                     |
| 401 | Flavius Vincentius                                     | Flavius Fravitta                                                                                       |
| 402 | Imp. Caesar Flavius Arcadius Augustus V                | Imp. Caesar Flavius Honorius Augustus V                                                                |
| 403 | Imp. Caesar Flavius Theodosius Augustus                | Flavius Rumoridus                                                                                      |
| 404 | Aristaenetus                                           | Imp. Caesar Flavius Honorius Augustus VI                                                               |
| 405 | Flavius Anthemius                                      | Flavius Stilicho II                                                                                    |
| 406 | Imp. Caesar Flavius Arcadius Augustus VI               | Anicius Flavius Petronius Probus                                                                       |
| 407 | Imp. Caesar Flavius Theodosius Augustus II             | Imp. Caesar Flavius Honorius Augustus VII                                                              |
| 408 | Anicius Auchenius Bassus                               | Flavius Philippus                                                                                      |
| 409 | Imp. Caesar Flavius Theodosius Augustus III            | Imp. Caesar Flavius Honorius Augustus VIII Imp. Caesar Flavius Claudius Constantinus Augustus (Gaule)  |
| 410 | Varanes                                                | Tertullus                                                                                              |
| 411 | Imp. Caesar Flavius Theodosius Augustus IV             | |
| 412 | Imp. Caesar Flavius Theodosius Augustus V              | Imp. Caesar Flavius Honorius Augustus IX                                                               |
| 413 | Heraclianus                                            | Flavius Lucius                                                                                         |
| 414 | Flavius Constantius                                    | Flavius Constans                                                                                       |
| 415 | Imp. Caesar Flavius Theodosius Augustus VI             | Imp. Caesar Flavius Honorius Augustus X                                                                |
| 416 | Imp. Caesar Flavius Theodosius Augustus VII            | Flavius Iunius Quartus Palladius                                                                       |
| 417 | Imp. Caesar Flavius Honorius Augustus XI               | Flavius Constantius II                                                                                 |
| 418 | Imp. Caesar Flavius Theodosius Augustus VIII           | Imp. Caesar Flavius Honorius Augustus XII                                                              |
| 419 | Flavius Monaxius                                       | Flavius Plintha                                                                                        |
| 420 | Imp. Caesar Flavius Theodosius Augustus IX             | Flavius Constantius III                                                                                |
| 421 | Flavius Eustathius                                     | Flavius Julius Agricola                                                                                |
| 422 | Imp. Caesar Flavius Theodosius Augustus X              | Imp. Caesar Flavius Honorius Augustus XIII                                                             |
| 423 | Flavius Asclepiodotus                                  | Flavius Avitus Marinianus                                                                              |
| 424 | Flavius Castinus                                       | Flavius Victor                                                                                         |
| 425 | Imp. Caesar Flavius Theodosius Augustus XI             | Flavius Placidus Valentinianus Caesar Imp. Caesar Flavius Iohannes Augustus (non reconnu hors de Rome) |
| 426 | Imp. Caesar Flavius Theodosius Augustus XII            | Imp. Caesar Flavius Placidus Valentinianus Augustus II                                                 |
| 427 | Flavius Hierius                                        | Flavius Ardaburius                                                                                     |
| 428 | Flavius Taurus                                         | Flavius Felix                                                                                          |
| 429 | Flavius Florentius                                     | Flavius Dionysius                                                                                      |
| 430 | Imp. Caesar Flavius Theodosius Augustus XIII           | Imp. Caesar Flavius Placidus Valentinianus Augustus III                                                |
| 431 | Flavius Anicius Auchenius Bassus                       | Flavius Antiochus                                                                                      |
| 432 | Flavius Valerius                                       | Flavius Aetius                                                                                         |
| 433 | Imp. Caesar Flavius Theodosius Augustus XIV            | Flavius Petronius Maximus                                                                              |
| 434 | Flavius Ardaburius Asparus                             | Flavius Areobindus                                                                                     |
| 435 | Imp. Caesar Flavius Theodosius Augustus XV             | Imp. Caesar Flavius Placidus Valentinianus Augustus IV                                                 |
| 436 | Flavius Anthemius Isidorus                             | Flavius Senator                                                                                        |
| 437 | Flavius Sigisvultus                                    | Flavius Aetius II                                                                                      |
| 438 | Imp. Caesar Flavius Theodosius Augustus XVI            | Anicius Acilius Glabrio Faustus                                                                        |
| 439 | Imp. Caesar Flavius Theodosius Augustus XVII           | Rufius Postumius Festus                                                                                |
| 440 | Flavius Anatolius                                      | Imp. Caesar Flavius Placidus Valentinianus Augustus V                                                  |
| 441 | Flavius Taurus Seleucus Cyrus                          | |
| 442 | Flavius Dioscorus                                      | Flavius Eudoxius                                                                                       |
| 443 | Flavius Paterius                                       | Flavius Petronius Maximus II                                                                           |
| 444 | Imp. Caesar Flavius Theodosius Augustus XVIII          | Flavius Caecina Decius Aginatius Albinus                                                               |
| 445 | Imp. Caesar Flavius Placidus Valentinianus Augustus VI | Flavius Nomus                                                                                          |
| 446 | Flavius Aetius III                                     | Quintus Aurelius Symmachus                                                                             |
| 447 | Flavius Ardaburius Iunior                              | Flavius Calepius                                                                                       |
| 448 | Flavius Zeno                                           | Flavius Rufius Praetextatus Postumianus                                                                |
| 449 | Flavius Astyrius                                       | Flavius Flor(entius?) Romanus Protogenes                                                               |
| 450 | Gennadius Avienus                                      | Imp. Caesar Flavius Placidus Valentinianus Augustus VII                                                |
| 451 | Imp. Caesar Flavius Marcianus Augustus                 | Valerius Flavius Adelfius                                                                              |
| 452 | Flavius Bassus Herculanus                              | Flavius Sporacius                                                                                      |
| 453 | Flavius (Rufius?) Opilio                               | Flavius Iohannes Vincomalus                                                                            |
| 454 | Flavius Aetius                                         | Flavius Studius                                                                                        |
| 455 | Flavius Procopius Anthemius                            | Imp. Caesar Flavius Placidus Valentinianus Augustus VIII                                               |
| 456 | Flavius Iohannes Flavius Varanes                       | Imp. Caesar Flavius Eparchius Avitus Augustus                                                          |
| 457 | Flavius Constantinus                                   | Flavius Rufus                                                                                          |
| 458 | Imp. Caesar Flavius Valerius Leo Augustus              | Imp. Caesar Flavius Iulius Valerius Maiorianus Augustus                                                |
| 459 | Flavius Iulius Patricius                               | Flavius Ricimerus                                                                                      |
| 460 | Flavius Magnus                                         | Flavius Apollonius                                                                                     |
| 461 | Flavius Severinus                                      | Flavius Dagalaifus                                                                                     |
| 462 | Imp. Caesar Flavius Valerius Leo Augustus II           | Imp. Caesar Libius Severus Augustus                                                                    |
| 463 | Flavius Caecina Decius Basilius                        | Flavius Vivianus                                                                                       |
| 464 | Flavius Anicius Olybrius                               | Flavius Rusticius                                                                                      |
| 465 | Flavius Hermenericus                                   | Flavius Basiliscus                                                                                     |
| 466 | Imp. Caesar Flavius Valerius Leo Augustus III          | Tatianus                                                                                               |
| 467 | Flavius Pusaeus                                        | Flavius Iohannes                                                                                       |
| 468 | Imp. Caesar Flavius Procopius Anthemius Augustus II    | |
| 469 | Flavius Zeno                                           | Flavius Marcianus                                                                                      |
| 470 | Flavius Messius Phoebus Severus                        | Flavius Iordanes                                                                                       |
| 471 | Imp. Caesar Flavius Valerius Leo Augustus IV           | Caelius Aconius Probianus                                                                              |
| 472 | Rufius Postumius Festus                                | Flavius Marcianus                                                                                      |
| 473 | Imp. Caesar Flavius Valerius Leo Augustus V            | |
| 474 | Imp. Caesar Flavius Leo Augustus                       | |
| 475 | Imp. Caesar Flavius Zeno Augustus II                   | Post consulatum Leonis iunioris Augusti                                                                |
| 476 | Flavius Basiliscus II                                  | Flavius Armatus                                                                                        |
| 477 | Post consulatum Basilisci Augusti II et Armati         | |
| 478 | Illus                                                  | |
| 479 | Imp. Caesar Flavius Zeno Augustus III                  | |
| 480 |                                                        | Flavius Caecina Decius Maximus Basilius Iunior                                                         |
| 481 |                                                        | Rufius Achilius Maecius Placidus                                                                       |
| 482 | Flavius Appalius Illus Trocundes                       | Severinus Iunior                                                                                       |
| 483 | Post consulatum Trocundis                              | Anicius Acilius Aginantius Faustus Iunior                                                              |
| 484 | Flavius Theodericus                                    | Decius Marius Venantius Basilius                                                                       |
| 485 | Post consulatum Theoderici                             | Quintus Aurelius Memmius Symmachus Iunior                                                              |
| 486 | Flavius Longinus                                       | Caecina Mavortius Basilius Decius Iunior                                                               |
| 487 | Post consulatum Longini                                | Manlius Boethius                                                                                       |
| 488 | Claudius Iulius Ecclesius Dynamius                     | Rufius Achilius Sividius                                                                               |
| 489 | Flavius Eusebius                                       | Petronius Probinus                                                                                     |
| 490 | Flavius Longinus II                                    | Flavius Anicius Probus Faustus Iunior                                                                  |
| 491 | Anicius Olybrius Iunior                                | |
| 492 | Imp. Caesar Flavius Anastasius Augustus                | Flavius Rufus                                                                                          |
| 493 | Flavius Eusebius II                                    | Flavius (Faustus?) Albinus                                                                             |
| 494 | Turcius Rufius Apronianus Asterius                     | Flavius Praesidius                                                                                     |
| 495 |                                                        | Flavius Viator                                                                                         |
| 496 | Flavius Paulus                                         | Post consulatum Viatoris                                                                               |
| 497 | Imp. Caesar Flavius Anastasius Augustus II             | II post consulatum Viatoris                                                                            |
| 498 | Iohannes Scytha                                        | Flavius Paulinus                                                                                       |
| 499 | Flavius Iohannes Gibbus                                | Post consulatum Paulini                                                                                |
| 500 | Flavius Patricius                                      | Flavius Hypatius                                                                                       |
|     |                                                        | |

## VIesiècle
| An  | Consuls d'Orient                                                                     | Consuls d'Occident                      |
| 501 | Flavius Pompeius                                                                     | Flavius Avienus Iunior                  |
| 502 | Flavius Probus                                                                       | Rufius Magnus Faustus Avienus Iunior    |
| 503 | Flavius Dexicrates                                                                   | Flavius Volusianus                      |
| 504 |                                                                                      | Rufius Petronius Nicomachus Cethegus    |
| 505 | Flavius Sabinianus                                                                   | Flavius Theodorus                       |
| 506 | Flavius Areobindus Dagalaifus Areobindus                                             | Flavius Ennodius Messala                |
| 507 | Imp. Caesar Flavius Anastasius Augustus III                                          | Venantius Iunior                        |
| 508 | Flavius Celer                                                                        | Basilius Venantius Iunior               |
| 509 |                                                                                      | Flavius Inportunus Iunior               |
| 510 |                                                                                      | Anicius Manlius Severinus Boethius      |
| 511 | Flavius Secundinus                                                                   | Flavius Arcadius Placidus Magnus Felix  |
| 512 | Flavius Paulus                                                                       | Flavius Moschianus                      |
| 513 | Flavius Taurus Clementinus Armonius Clementinus                                      | Flavius Probus                          |
| 514 | Flavius Magnus Aurelius Cassiodorus Senator                                          |                                         |
| 515 | Flavius Procopius Anthemius                                                          | Flavius Florentius                      |
| 516 |                                                                                      | Flavius Petrus                          |
| 517 | Flavius Anastasius Paulus Probus Sabinianus Pompeius Anastasius                      | Flavius Agapitus                        |
| 518 | Flavius Anastasius Paulus Probus Moschianus Probus Magnus                            | Post consulatum Agapiti                 |
| 519 | Imp. Caesar Flavius Iustinus Augustus                                                | Flavius Eutharicus Cillica              |
| 520 | Flavius Vitalianus                                                                   | Flavius Rusticius                       |
| 521 | Flavius Petrus Sabbatius Iustinianus                                                 | Flavius Valerius                        |
| 522 | Boethius                                                                             | Symmachus                               |
| 523 |                                                                                      | Anicius Maximus                         |
| 524 | Imp. Caesar Flavius Iustinus Augustus II                                             | Venantius Opilio                        |
| 525 | Flavius Theodorus Philoxenus Soterichus Philoxenus                                   | Anicius Probus Iunior                   |
| 526 |                                                                                      | Flavius Anicius Olybrius Iunior         |
| 527 |                                                                                      | Vettius Agorius Basilius Mavortius      |
| 528 | Imp. Caesar Flavius Petrus Sabbatius Iustinianus Augustus II                         | Post consulatum Mavortii                |
| 529 |                                                                                      | Flavius Decius Iunior                   |
| 530 | Flavius Lampadius                                                                    | Rufius Gennadius Probus Orestes         |
| 531 | Post consulatum Lampadii et Orestis                                                  | Post consulatum Lampadii et Orestis     |
| 532 | II post consulatum Lampadii et Orestis                                               | II post consulatum Lampadii et Orestis  |
| 533 | Imp. Caesar Flavius Petrus Sabbatius Iustinianus Augustus III                        | III post consulatum Lampadii et Orestis |
| 534 | Imp. Caesar Flavius Petrus Sabbatius Iustinianus Augustus IV                         | (Decius) Paulinus Iunior                |
| 535 | Flavius Belisarius                                                                   |                                         |
| 536 | Post consulatum Belisarii                                                            |                                         |
| 537 | II Post consulatum Belisarii                                                         |                                         |
| 538 | Flavius Iohannes                                                                     |                                         |
| 539 | Flavius Strategius Apio Strategius Apio                                              |                                         |
| 540 | Flavius Mar(ianus?) Petrus Theodorus Valentinus Rusticius Boraides Germanus Iustinus |                                         |
| 541 | Flavius Anicius Faustus Albinus Basilius Iunior                                      |                                         |
|     |                                                                                      |                                         |